# لیگ برتر فوتبال زنان ایران ۱۴۰۲–۱۴۰۱
لیگ برتر فوتبال زنان ایران ۱۴۰۲–۱۴۰۱ پانزدهمین دوره مسابقات لیگ کوثر بانوان فوتبال ایران و بالاترین سطح مسابقات باشگاهی فوتبال بانوان در ایران می‌باشد. این دوره از مسابقات با قهرمانی تیم 
خاتون بم پایان یافت.